# Wągniki (Górowo Iławeckie)
Wągniki (appelé Wangnick jusqu'en 1945) est un hameau polonais de la voïvodie de Varmie-Mazurie, dans le powiat de Bartoszyce.